# Novo Basquete Brasil de 2013–14
O Novo Basquete Brasil de 2013–14 foi uma competição brasileira de basquete organizada pela Liga Nacional de Basquete. Foi a 6.ª edição do campeonato organizado pela LNB, com a chancela da Confederação Brasileira de Basketball. Este torneio, é totalmente organizado pelos clubes participantes. O NBB serve como competição classificatória para torneios internacionais, como a Liga das Américas e a Liga Sul-Americana de Basquete.

## Regulamento
A temporada 2013-14 se iniciou em novembro de 2013, com a forma de disputa seguindo um modelo semelhante ao adotado pela NBA e pelos países da Europa. A competição seria disputada, a princípio, com 16 equipes, no entanto, a LNB integrou Universo/Goiânia ao torneio, mediante regulamento que permite que a entidade convide clubes que possam contribuir com o desenvolvimento da competição. Os 17 jogam entre si, em turno e returno na fase de classificação. Ao final dos dois turnos, as quatro melhores equipes se classificam para a segunda fase automaticamente, já as equipes que terminarem entre o 5.° e o 12.° lugar participam dos playoffs classificatórios para definir as outras quatro equipes na segunda fase, as oitavas-de-final em melhor de cinco partidas, avança para a próxima fase quem vencer três jogos.
Os dois últimos colocados na fase de classificação serão rebaixados para a Liga Ouro de 2015 e a melhor equipe da Liga Ouro de 2014 irá participar da próxima temporada (2014-15) do NBB.

## Participantes
| Equipe            | Cidade              | Estado | Em 2012-13                     | Ginásio                          | Capacidade | Títulos do NBB                |
| ----------------- | ------------------- | ------ | ------------------------------ | -------------------------------- | ---------- | ----------------------------- |
| Basquete Cearense | Fortaleza           | CE     | 9.º                            | Ginásio Paulo Sarasate           | 8 822      | 0 (não possui)                |
| Bauru             | Bauru               | SP     | 3.º                            | Ginásio Panela de Pressão        | 2 000      | 0 (não possui)                |
| Espírito Santo    | Vila Velha          | ES     | 16.º                           | Ginásio Tartarugão               | 3 500      | 0 (não possui)                |
| Flamengo          | Rio de Janeiro      | RJ     | 1.º                            | HSBC Arena                       | 18 000     | 2 (2009, 2012-13)             |
| Franca            | Franca              | SP     | 6.º                            | Ginásio Pedrocão                 | 6 000      | 0 (não possui)                |
| Liga Sorocabana   | Sorocaba            | SP     | 12.º                           | Ginásio Gualberto Moreira        | 3 000      | 0 (não possui)                |
| Limeira           | Limeira             | SP     | 11.º                           | Ginásio Vô Lucato                | 1 800      | 0 (não possui)                |
| Lobos Brasília    | Brasília            | DF     | 5.º                            | Ginásio Nilson Nelson            | 11 397     | 3 (2009-10, 2010-11, 2011-12) |
| Macaé             | Macaé               | RJ     | 2.º (Torneio de Acesso ao NBB) | Ginásio Juquinha                 | 2 000      | 0 (não possui)                |
| Minas             | Belo Horizonte      | MG     | 10.º                           | Arena Vivo                       | 4 000      | 0 (não possui)                |
| Mogi das Cruzes   | Mogi das Cruzes     | SP     | 15.º                           | Ginásio Professor Hugo Ramos     | 5 000      | 0 (não possui)                |
| Palmeiras         | São Paulo           | SP     | 13.º                           | Ginásio Palestra Itália          | 1 500      | 0 (não possui)                |
| Paulistano        | São Paulo           | SP     | 8.º                            | Ginásio Antônio Prado Junior     | 1 280      | 0 (não possui)                |
| Pinheiros         | São Paulo           | SP     | 7.º                            | Poliesportivo Henrique Villaboim | 850        | 0 (não possui)                |
| São José          | São José dos Campos | SP     | 4.º                            | Ginásio Linneu de Moura          | 1 600      | 0 (não possui)                |
| Unitri/Uberlândia | Uberlândia          | MG     | 2.º                            | Ginásio Sabiazinho               | 8 000      | 0 (não possui)                |
| Universo/Goiânia  | Goiânia             | GO     | (Convidado pela LNB)           | Goiânia Arena                    | 11 333     | 0 (não possui)                |

## Mudanças de treinador
| Time              | Treinador afastado | Forma de saída   | Substituído por   | Data de nomeação     |
| ----------------- | ------------------ | ---------------- | ----------------- | -------------------- |
| Lobos Brasília    | José Carlos Vidal  | Mudança de cargo | Sérgio Hernandez  | 15 de Maio, 2013     |
| Minas             | Raul Togni Filho   | Despedido        | Carlos Romano     | 29 de Maio, 2013     |
| Palmeiras         | Arturo Alvarez     | Fim de contrato  | Ênio Vecchi       | 3 de Junho, 2013     |
| São José          | Régis Marrelli     | Despedido        | Edvar Simões      | 11 de Novembro, 2013 |
| Palmeiras         | Ênio Vecchi        | Mudança de cargo | Hebert Coimbra    | 3 de Dezembro, 2013  |
| Unitri/Uberlândia | Hélio Rubens       | Despedido        | João Batista Guia | 10 de Janeiro, 2014  |
| Espírito Santo    | João Batista Guia  | Troca de time    | Ênio Vecchi       | 20 de Janeiro, 2014  |
| São José          | Edvar Simões       | Mudança de cargo | Zanon             | 22 de Janeiro, 2014  |
| Unitri/Uberlândia | João Batista Guia  | Despedido        | Brasília          | 31 de Março, 2014    |

## Primeira fase

### Classificação
| Pos | Times             | %    | Pts | J  | V  | D  | PF   | PS   | PA   | Classificação ou rebaixamento      |
| --- | ----------------- | ---- | --- | -- | -- | -- | ---- | ---- | ---- | ---------------------------------- |
| 1   | Flamengo          | 81,3 | 58  | 32 | 26 | 6  | 2712 | 2433 | 1,11 | Classificado para a Fase Final     |
| 2   | Paulistano        | 71,9 | 55  | 32 | 23 | 9  | 2684 | 2500 | 1,07 | Classificado para a Fase Final     |
| 3   | Lobos Brasília    | 65,6 | 53  | 32 | 21 | 11 | 2770 | 2491 | 1,11 | Classificado para a Fase Final     |
| 4   | Limeira           | 65,6 | 53  | 32 | 21 | 11 | 2498 | 2350 | 1,06 | Classificado para a Fase Final     |
| 5   | Pinheiros         | 62,5 | 52  | 32 | 20 | 12 | 2664 | 2598 | 1,03 | Classificado para os Playoffs      |
| 6   | São José          | 59,4 | 51  | 32 | 19 | 13 | 2643 | 2607 | 1,01 | Classificado para os Playoffs      |
| 7   | Unitri/Uberlândia | 59,4 | 51  | 32 | 19 | 13 | 2647 | 2564 | 1,03 | Classificado para os Playoffs      |
| 8   | Bauru             | 56,3 | 50  | 32 | 18 | 14 | 2642 | 2602 | 1,02 | Classificado para os Playoffs      |
| 9   | Basquete Cearense | 46,9 | 47  | 32 | 15 | 17 | 2472 | 2529 | 0,98 | Classificado para os Playoffs      |
| 10  | Franca            | 46,9 | 47  | 32 | 15 | 17 | 2565 | 2513 | 1,02 | Classificado para os Playoffs      |
| 11  | Palmeiras         | 46,9 | 47  | 32 | 15 | 17 | 2551 | 2583 | 0,99 | Classificado para os Playoffs      |
| 12  | Mogi das Cruzes   | 43,8 | 46  | 32 | 14 | 18 | 2591 | 2527 | 1,03 | Classificado para os Playoffs      |
| 13  | Macaé             | 40,6 | 45  | 32 | 13 | 19 | 2570 | 2605 | 0,99 |                                    |
| 14  | Liga Sorocabana   | 31,3 | 42  | 32 | 10 | 22 | 2429 | 2696 | 0,90 |                                    |
| 15  | Minas             | 31,3 | 42  | 32 | 10 | 22 | 2255 | 2404 | 0,94 |                                    |
| 16  | Universo/Goiânia  | 28,1 | 41  | 32 | 9  | 23 | 2471 | 2643 | 0,93 | Rebaixado para a Liga Ouro de 2015 |
| 17  | Espírito Santo    | 12,5 | 36  | 32 | 4  | 28 | 2255 | 2774 | 0,81 | Rebaixado para a Liga Ouro de 2015 |

### Confrontos
|                   | BCE   | BAU   | BRA    | ESP    | FLA    | FRA   | GOI    | LSB    | LIM   | MAC    | MIN   | MOG   | PAL    | PAU    | PIN    | SJO    | UBE   |
| Basquete Cearense |       | 84–80 | 88–77  | 78–60  | 81–88  | 80–65 | 102–85 | 92–87  | 73–64 | 78–75  | 60–71 | 71–69 | 70–69  | 54–77  | 94–97  | 74–64  | 86–96 |
| Bauru             | 83–77 |       | 93–85  | 79–74  | 94–96  | 87–72 | 85–78  | 110–93 | 71–90 | 90–86  | 76–69 | 91–79 | 74–78  | 77–90  | 91–97  | 78–76  | 74–76 |
| Brasília          | 88–75 | 82–72 |        | 98–73  | 79–81  | 87–72 | 91–82  | 102–65 | 82–67 | 96–71  | 82–54 | 78–85 | 71–77  | 100–77 | 84–82  | 90–91  | 84–75 |
| Espírito Santo    | 82–74 | 85–88 | 66–110 |        | 60–77  | 61–85 | 51–65  | 70–81  | 84–99 | 65–89  | 68–67 | 70–73 | 90–95  | 84–99  | 50–97  | 86–79  | 70–79 |
| Flamengo          | 72–69 | 85–66 | 84–82  | 90–73  |        | 92–89 | 83–69  | 95–72  | 81–71 | 79–69  | 90–59 | 92–76 | 84–76  | 80–58  | 71–80  | 59–81  | 82–77 |
| Franca            | 73–61 | 77–76 | 75–70  | 106–82 | 70–80  |       | 61–63  | 80–73  | 81–82 | 82–68  | 84–65 | 74–78 | 95–62  | 83–84  | 94–74  | 91–82  | 92–75 |
| Goiânia           | 75–63 | 83–87 | 72–101 | 82–83  | 74–95  | 83–78 |        | 92–90  | 65–67 | 66–72  | 53–62 | 64–78 | 81–77  | 74–76  | 74–88  | 100–85 | 75–94 |
| Liga Sorocabana   | 92–83 | 72–85 | 83–84  | 75–67  | 79–98  | 79–88 | 96–98  |        | 74–76 | 73–54  | 79–76 | 81–79 | 79–84  | 60–82  | 82–76  | 73–80  | 74–87 |
| Limeira           | 99–85 | 79–86 | 74–70  | 83–53  | 67–88  | 64–80 | 91–83  | 69–71  |       | 76–74  | 74–66 | 81–67 | 93–81  | 87–78  | 72–79  | 81–73  | 69–81 |
| Macaé             | 80–74 | 98–94 | 78–91  | 85–67  | 103–95 | 95–80 | 84–79  | 91–67  | 62–76 |        | 85–69 | 79–74 | 101–93 | 68–80  | 77–80  | 82–85  | 72–65 |
| Minas             | 79–81 | 71–77 | 62–71  | 73–62  | 84–66  | 59–65 | 75–74  | 75–77  | 64–62 | 67–65  |       | 94–93 | 85–75  | 75–65  | 66–75  | 87–90  | 83–91 |
| Mogi das Cruzes   | 96–74 | 75–74 | 85–90  | 94–76  | 94–90  | 90–52 | 82–76  | 89–61  | 67–78 | 86–77  | 70–60 |       | 89–69  | 66–79  | 80–88  | 90–91  | 71–73 |
| Palmeiras         | 69–85 | 87–84 | 82–94  | 103–64 | 71–84  | 89–84 | 86–63  | 69–71  | 67–85 | 92–85  | 63–57 | 98–91 |        | 75–68  | 90–73  | 92–74  | 68–64 |
| Paulistano        | 94–79 | 87–66 | 96–74  | 96–61  | 67–98  | 96–86 | 95–93  | 96–70  | 56–72 | 110–93 | 80–66 | 93–89 | 76–67  |        | 100–81 | 92–93  | 90–79 |
| Pinheiros         | 93–73 | 73–81 | 82–110 | 96–66  | 74–62  | 96–87 | 90–78  | 95–65  | 53–91 | 82–78  | 90–82 | 84–82 | 98–91  | 91–93  |        | 77–95  | 76–84 |
| São José          | 54–71 | 78–88 | 77–87  | 88–72  | 74–94  | 86–77 | 82–75  | 87–72  | 76–82 | 96–88  | 79–72 | 90–78 | 92–79  | 79–73  | 79–70  |        | 83–85 |
| Uberlândia        | 76–83 | 70–85 | 95–81  | 91–80  | 95–101 | 94–87 | 93–97  | 87–63  | 79–77 | 98–86  | 82–61 | 79–76 | 79–77  | 80–81  | 76–77  | 92–104 |       |

## Playoffs
Negrito – Vencedor das séries
Itálico – Time com vantagem de mando de quadra

### Confrontos
|  | Oitavas de final (Melhor de 5) | Oitavas de final (Melhor de 5) | Oitavas de final (Melhor de 5) |  |  | Quartas de final (Melhor de 5) | Quartas de final (Melhor de 5) | Quartas de final (Melhor de 5) |   |   | Semifinais (Melhor de 5) | Semifinais (Melhor de 5) | Semifinais (Melhor de 5) |  |  | Final (Jogo Único) | Final (Jogo Único) | Final (Jogo Único) |
|  |                                |                                |                                |  |  |                                |                                |                                |   |   |                          |                          |                          |  |  |                    |                    |                    |
|  |                                |                                |                                |  |  |                                |                                |                                |   |   |                          |                          |                          |  |  |                    |                    |                    |
|  |                                |                                |                                |  |  | 1                              | Flamengo                       | 3                              |   |   |                          |                          |                          |  |  |                    |                    |                    |
|  | 8                              | Bauru                          | 3                              |  |  | 8                              | Bauru                          | 1                              |   |   |                          |                          |                          |  |  |                    |                    |                    |
|  | 9                              | Basquete Cearense              | 0                              |  |  |                                |                                |                                |   | 1 | Flamengo                 | 3                        |                          |  |  |                    |                    |                    |
|  |                                |                                |                                |  |  |                                | 12                             | Mogi das Cruzes                | 1 |   |                          |                          |                          |  |  |                    |                    |                    |
|  |                                |                                |                                |  |  | 4                              | Limeira                        | 2                              |   |   |                          |                          |                          |  |  |                    |                    |                    |
|  | 5                              | Pinheiros                      | 1                              |  |  | 12                             | Mogi das Cruzes                | 3                              |   |   |                          |                          |                          |  |  |                    |                    |                    |
|  | 12                             | Mogi das Cruzes                | 3                              |  |  |                                |                                |                                |   |   | 1                        | Flamengo                 | 1                        |  |  |                    |                    |                    |
|  |                                |                                |                                |  |  |                                | 2                              | Paulistano                     | 0 |   |                          |                          |                          |  |  |                    |                    |                    |
|  |                                |                                |                                |  |  | 2                              | Paulistano                     | 3                              |   |   |                          |                          |                          |  |  |                    |                    |                    |
|  | 7                              | Unitri/Uberlândia              | 2                              |  |  | 10                             | Franca                         | 2                              |   |   |                          |                          |                          |  |  |                    |                    |                    |
|  | 10                             | Franca                         | 3                              |  |  |                                |                                |                                |   | 2 | Paulistano               | 3                        |                          |  |  |                    |                    |                    |
|  |                                |                                |                                |  |  |                                | 6                              | São José                       | 2 |   |                          |                          |                          |  |  |                    |                    |                    |
|  |                                |                                |                                |  |  | 3                              | Lobos Brasília                 | 0                              |   |   |                          |                          |                          |  |  |                    |                    |                    |
|  | 6                              | São José                       | 3                              |  |  | 6                              | São José                       | 3                              |   |   |                          |                          |                          |  |  |                    |                    |                    |
|  | 11                             | Palmeiras                      | 2                              |  |  |                                |                                |                                |   |   |                          |                          |                          |  |  |                    |                    |                    |

#### Oitavas de final
| Time 1            | Séries | Time 2            | 1º Jogo | 2º Jogo | 3º Jogo | 4º Jogo | 5º Jogo |
| ----------------- | ------ | ----------------- | ------- | ------- | ------- | ------- | ------- |
| Pinheiros         | 1–3    | Mogi das Cruzes   | 85–82   | 77–90   | 81–85   | 68–86   | –       |
| São José          | 3–2    | Palmeiras         | 78–77   | 80–70   | 68–85   | 69–83   | 64–60   |
| Unitri/Uberlândia | 2–3    | Franca            | 61–68   | 69–67   | 92–61   | 74–82   | 71–76   |
| Bauru             | 3–0    | Basquete Cearense | 79–56   | 97–78   | 79–78   | –       | –       |

#### Quartas de final
| Time 1         | Séries | Time 2          | 1º Jogo | 2º Jogo | 3º Jogo | 4º Jogo | 5º Jogo |
| -------------- | ------ | --------------- | ------- | ------- | ------- | ------- | ------- |
| Flamengo       | 3–1    | Bauru           | 70–74   | 86–69   | 92–73   | 84–81   | –       |
| Paulistano     | 3–2    | Franca          | 82–72   | 67–87   | 81–71   | 87–97   | 86–77   |
| Lobos Brasília | 0–3    | São José        | 82–87   | 82–95   | 70–72   | –       | –       |
| Limeira        | 2–3    | Mogi das Cruzes | 97–82   | 83–72   | 81–88   | 60–72   | 70–75   |

#### Semifinais
| Time 1     | Séries | Time 2          | 1º Jogo | 2º Jogo | 3º Jogo | 4º Jogo | 5º Jogo |
| ---------- | ------ | --------------- | ------- | ------- | ------- | ------- | ------- |
| Flamengo   | 3–1    | Mogi das Cruzes | 88–82   | 65–69   | 80–78   | 79–71   | –       |
| Paulistano | 3–2    | São José        | 88–71   | 78–83   | 80–74   | 68–96   | 81–68   |

#### Final
Jogo único
| 31 de maio 10:15 | Relatório | Flamengo                                                       | 78–73 | Paulistano                                                    |  | HSBC Arena, Rio de Janeiro |  |
| 31 de maio 10:15 | Relatório | Placar por quarto: 22 – 17, 16 – 23, 21 – 17, 19 – 16          |       |                                                               |  | HSBC Arena, Rio de Janeiro |  |
| 31 de maio 10:15 | Relatório | Pts: Meyinsse (16) Rbts: Marcelinho (7) Asts: Laprovittola (5) |       | Pts: Holloway (15) Rbts: Renato Carbonari (7) Asts: André (3) |  | HSBC Arena, Rio de Janeiro |  |

| Flamengo | Paulistano |

## Premiação
| Novo Basquete Brasil 2013-14            |
| Rio de Janeiro                          |
| --------------------------------------- |
| Flamengo Campeão (4° título Brasileiro) |

### Classificação final
| Pos | Times             | %    | Pts | J  | V  | D  | PF   | PS   | PA   | Classificação ou rebaixamento               |
| --- | ----------------- | ---- | --- | -- | -- | -- | ---- | ---- | ---- | ------------------------------------------- |
| 1   | Flamengo          | 80,5 | 74  | 41 | 33 | 8  | 3434 | 3103 | 1,11 | Classificado para a Liga das Américas 2015  |
| 2   | Paulistano        | 67,4 | 72  | 43 | 29 | 14 | 3555 | 3374 | 1,05 | Classificado para a Liga das Américas 2015  |
| 3   | São José          | 60,0 | 72  | 45 | 27 | 18 | 3648 | 3611 | 1,01 | Classificado para a Liga das Américas 2015  |
| 4   | Mogi das Cruzes   | 46,7 | 66  | 45 | 21 | 24 | 3623 | 3541 | 1,02 | Classificado para a Liga Sul Americana 2014 |
| 5   | Lobos Brasília    | 60,0 | 56  | 35 | 21 | 14 | 3004 | 2745 | 1,09 | Classificado para a Liga Sul Americana 2014 |
| 6   | Limeira           | 62,2 | 60  | 37 | 23 | 14 | 2889 | 2739 | 1,05 | Classificado para a Liga Sul Americana 2014 |
| 7   | Bauru             | 56,4 | 61  | 39 | 22 | 17 | 3194 | 3146 | 1,02 | Convidado para a Liga Sul Americana 2014    |
| 8   | Franca            | 47,6 | 62  | 42 | 20 | 22 | 3323 | 3283 | 1,01 |                                             |
| 9   | Pinheiros         | 58,3 | 57  | 36 | 21 | 15 | 2975 | 2941 | 1,01 |                                             |
| 10  | Unitri/Uberlândia | 56,8 | 58  | 37 | 21 | 16 | 3014 | 2918 | 1,03 |                                             |
| 11  | Basquete Cearense | 42,9 | 50  | 35 | 15 | 20 | 2684 | 2784 | 0,96 |                                             |
| 12  | Palmeiras         | 45,9 | 54  | 37 | 17 | 20 | 2926 | 2942 | 0,99 |                                             |
| 13  | Macaé             | 40,6 | 45  | 32 | 13 | 19 | 2570 | 2605 | 0,99 |                                             |
| 14  | Liga Sorocabana   | 31,3 | 42  | 32 | 10 | 22 | 2429 | 2696 | 0,90 |                                             |
| 15  | Minas             | 31,3 | 42  | 32 | 10 | 22 | 2255 | 2404 | 0,94 |                                             |
| 16  | Universo/Goiânia  | 28,1 | 41  | 32 | 9  | 23 | 2471 | 2643 | 0,93 | Rebaixado para a Liga Ouro de 2015          |
| 17  | Espírito Santo    | 12,5 | 36  | 32 | 4  | 28 | 2255 | 2774 | 0,81 | Rebaixado para a Liga Ouro de 2015          |

## Estatísticas (fase de classificação)

### Líderes em estatísticas individuais
| Categoria             | Jogador            | Time              | Estatísticas/Pontos* |
| --------------------- | ------------------ | ----------------- | -------------------- |
| Pontos por jogo       | Shamell Stallworth | Pinheiros         | 21.03                |
| Rebotes por jogo**    | Jefferson Willian  | São José          | 9.47                 |
| Assistências por jogo | Valtinho           | Unitri/Uberlândia | 7.28                 |
| Roubos por jogo       | Maxi Stanic        | Palmeiras         | 2.13                 |
| Tocos por jogo**      | Morro              | Pinheiros         | 1.46                 |
| Erros por jogo        | Quezada            | São José          | 3.47                 |
| Minutos por jogo      | Andre Laws         | São José          | 35.91                |
| Faltas por jogo**     | Marcão             | Palmeiras         | 3.65                 |
| Eficiência por jogo   | Paulo Prestes      | Franca            | 22.47                |
| 2P%                   | Jerome Meyinsse    | Flamengo          | .681                 |
| LL%***                | David Jackson      | Limeira           | .923                 |
| 3P%***                | Márcio             | Macaé             | .524                 |
| Duplos-Duplos         | Jefferson Willian  | São José          | 16                   |
| Triplos-Duplos        | Valtinho           | Unitri/Uberlândia | 1                    |
| Triplos-Duplos        | Larry Taylor       | Bauru             | 1                    |

Fonte: Estatísticas Totais – NBB

- *Para ser considerado nas estatísticas, um jogador deve ter participado de no mínimo 25 dos 32 jogos de temporada regular do NBB.
- **Foi usado como critério de desempate para as estatísticas empatadas os minutos em quadra do jogador, o jogador com menos minutos venceu.
- ***Para LL% e 3P%, além do critério dos 25 jogos, era necessário o jogador ter uma média de ao menos 1 (um) arremesso certo por partida, nos respectivos critérios.

### Recordes por jogo
| Categoria            | Jogador            | Time              | Melhor Marca |
| -------------------- | ------------------ | ----------------- | ------------ |
| Pontos               | Manny Quezada      | São José          | 50           |
| Rebotes              | Paulão Prestes     | Franca            | 21           |
| Assistências         | Maxi Stanic        | Palmeiras         | 15           |
| Roubos               | Jefferson Campos   | Mogi das Cruzes   | 7            |
| Roubos               | Desmond Holloway   | Paulistano        | 7            |
| Roubos               | Felipe             | Basquete Cearense | 7            |
| Tocos                | Morro              | Pinheiros         | 8            |
| Bolas de Tres pontos | Shamell Stallworth | Pinheiros         | 9            |

### Jogadores da semana
Os seguintes jogadores foram nomeados os Jogadores da Semana das Conferências Leste e Oeste.
| Semana            | Jogador                               | Ref.   |
| ----------------- | ------------------------------------- | ------ |
| 9 Nov. – 16 Nov.  | Jefferson Willian (São José)          | [ 11 ] |
| 21 Nov. – 23 Nov. | David Jackson (Limeira)               | [ 12 ] |
| 28 Nov. – 30 Nov. | Shamell Stallworth (Pinheiros)        | [ 13 ] |
| 3 Dez. – 7 Dez.   | Lucas Cipolini (Unitri/Uberlândia)    | [ 14 ] |
| 9 Dez.. – 14 Dez. | Pilar (Paulistano)                    | [ 15 ] |
| 16 Dez. – 21 Dez. | Emílio Taboada (Universo/Goiânia)     | [ 16 ] |
| 5 Jan. – 11 Jan.  | Shamell Stallworth (Pinheiros)        | [ 17 ] |
| 13 Jan. – 18 Jan. | Nicolas Laprovittola (Flamengo)       | [ 18 ] |
| 20 Jan. – 25 Jan. | Nicolas Laprovittola (Flamengo)       | [ 19 ] |
| 27 Jan. – 1 Fev.  | Alex Garcia (Lobos Brasília)          | [ 20 ] |
| 3 Fev. – 8 Fev.   | Ricardo Fischer (Bauru)               | [ 21 ] |
| 10 Fev. – 18 Fev. | Valtinho (Unitri/Uberlândia)          | [ 22 ] |
| 25 Fev. – 27 Fev. | Guilherme Giovannoni (Lobos Brasília) | [ 23 ] |
| 6 Mar. – 10 Mar.  | Paulão (Franca)                       | [ 24 ] |
| 13 Mar. – 17 Mar. | Larry Taylor (Bauru)                  | [ 25 ] |
| 20 Mar. – 25 Mar. | David Jackson (Limeira)               | [ 26 ] |
| 27 Mar. – 03 Abr. | Larry Taylor (Bauru)                  | [ 27 ] |
| 06 Abr. – 19 Abr. | Ted Simões (Mogi das Cruzes)          | [ 28 ] |